# 縦組み
縦組み（たてぐみ）とは、日本語組版で、文字の中心を縦方向に並べ揃えて版面を構成すること。手書きの場合は縦書きという。
和文書体の活字は各文字が基本的に正方形であり、同じ活字で縦組と横組を使い分けることができる。縦横両用の書体は表現力に限界があり、縦組と横組それぞれに特化して設計されたものもある。
同じ活字を縦組と横組で使い分けることは、日本語の特徴のひとつで、同様の処理が必要になる言語は中国語など主に漢字を使うものに限られる。